# セルマ (アラバマ州)
セルマ（英: Selma）は、アラバマ州ダラス郡の都市であり、同郡の郡庁所在地である。アラバマ州のブラックベルトと呼ばれる地域では南西、アラバマ川の岸にある。アメリカ合衆国国勢調査局に拠れば、セルマ市の人口は2010年時点で20,756人となっていた。1965年の選挙権運動と、この市から始まったセルマから州都・モンゴメリーへの行進で知られている。

## 歴史
ヨーロッパ人による開拓が行われる以前、現在のセルマ市となった地域には数千年前から様々な文化を持った先住民族が住んでいた。ヨーロッパ人が出遭ったインディアン部族はマスコギー族（クリーク族とも呼ばれる）であり、この地域に数百年間は住んでいた。
この地域を初めて探検し、開拓したヨーロッパ人はフランス人だった。1732年、フランス人探検家がこの地を「エコール・ビヤンビル」と記していた。後のヨーロッパ系アメリカ人はムーアズブラフと呼んだ。セルマは1820年に法人化された。この町はノースカロライナ州出身の政治家かつ農園主のウィリアム・R・キングが計画し、セルマと名付けた。キングは後にアメリカ合衆国副大統領になった。「セルマ」という名前はオシアンの叙事詩「セルマの歌」に由来しており、「高い権力」あるいは「玉座」を意味していた。セルマは1866年にダラス郡の郡庁所在地になった。

### 南北戦争

#### 南軍にとってのセルマの重要さ
南北戦争のとき、セルマは南部の軍需品産業の中心であり、莫大な物資や弾薬を製造し、装甲艦CSSテネシーまで建造した。セルマの鉄工所と製鉄所は、バージニア州リッチモンドのトレデガー鉄工所に次いで、南部では2番目の武器生産拠点と見なされていた。このように生産能力が集中する戦略的な位置づけにあったので、南北戦争の後半では北軍によるアラバマ州襲撃の標的になった。
南部におけるセルマの能力と重要性は北部でも知られていたので、北軍当局が見逃すはずも無かった。その重要性が増すにつれて、北軍はセルマを占領し支配することが重要と考えるに至った。最初はウィリアム・シャーマン将軍がセルマまで進軍しようとしたが、セルマから107マイル (172 km) のメリディアンまで進んだ後、ミシシッピ川まで撤退した。ベンジャミン・グリアソン将軍はメンフィスから騎兵隊を率いて侵攻したが、妨害されて後退した。ルソー将軍はセルマの方向に猛進したが、案内人に方向を誤まらされ、モンゴメリー市の東40マイル (64 km) で鉄道を攻撃した。

#### セルマの戦い

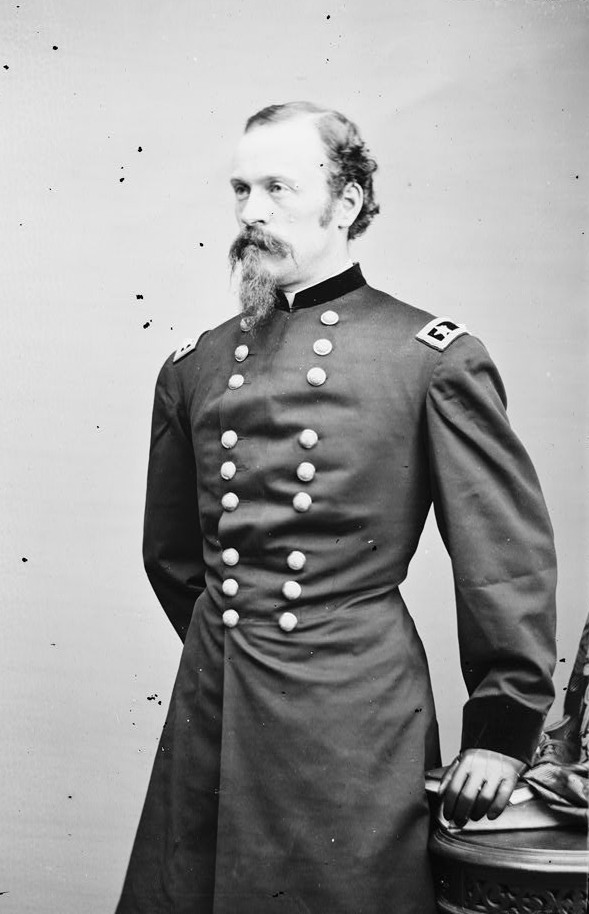
北軍のジェイムズ・H・ウィルソン将軍

1865年3月30日、北軍のジェイムズ・H・ウィルソン将軍がジョン・T・クロクストン将軍の旅団を派遣して、アラバマ州タスカルーサの南軍施設をすべて破壊しようとした。ウィルソンの部隊は南軍の密偵を捕まえ、ネイサン・ベッドフォード・フォレスト将軍がその分散した部隊の勢力や配置を詳述した文書を運んでいたことが分かった。ウィルソンは1個旅団を送ってセンタービルでカハバ川に架かる橋を破壊させ、それでフォレストの援軍の大半がこの地域に入れないようにした。ウィルソンはフォレストの部隊と走りながらの戦闘を始め、セルマの町が陥落した後まで続いた。
4月1日は午前中一杯に小競り合いが続いた後の午後、ウィルソンの前衛がエベネザー教会でフォレストの戦列と遭遇した。ランドルフ道路とセルマの幹線道が交差するあたりだった。フォレストは全軍をもってあたればウィルソンの部隊に対抗できると見ていた。洪水による遅れや、敵と遭遇したこともあって、フォレストの下に集まった兵は2,000名足らずであり、その多くは古参兵ではなく、老人と少年で構成された民兵だった。
勢力も武装も劣った南軍は、北軍の騎兵や砲兵が戦場に配置される中で、1時間以上も勇敢に戦った。フォレストはサーベルを持った北軍の大尉に傷つけられたが、フォレストはそのレボルバーで射殺した。最後の北軍騎兵の突撃で南軍民兵隊が崩壊し、フォレストはその右翼を衝かれた。フォレストは厳しい圧力を受けながらの撤退を強いられた。

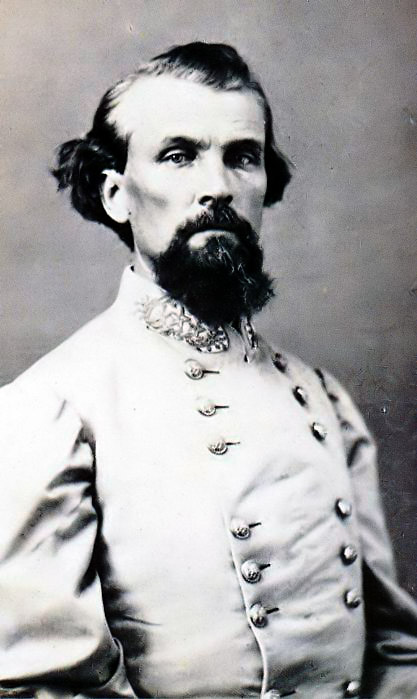
南軍のネイサン・ベッドフォード・フォレスト将軍

翌朝早くにフォレストはセルマに到着したが、その様子は「馬も乗り手も血に染まっていた」と言われている。フォレストは部隊指揮官のリチャード・テイラー将軍にセルマ市から出て行くよう忠告した。テイラーは防衛部隊の指揮をフォレストに渡した後に出て行った。
セルマの町は半円状に取り巻く長さ3マイル (5 km) の城壁に守られていた。北と南の外れはアラバマ川で止まっていた。この建造物は2年前に造られ、その後はほとんど手を入れていなかったが、それでも頑強なものだった。壁の高さは8フィート (2.4 m) から12フィート (3.6 m)、底部の厚さは15フィート (4.5 m) あり、幅4フィート (1.2 m)、深さ5フィート (1.5 m) の濠が前面にあった。その前には高さ5フィート (1.5 m) の柱を地面に打ち込んだ柵があり、その先端は尖っていた。突き出た位置には土盛りの上に大砲が置かれ、攻撃が行われた場合の地面を狙えるようになっていた。
フォレストの守備隊は、自分のテネシー護衛中隊、マッカローのミズーリ連隊、クロスランドのケンタッキー旅団、ロディのアラバマ旅団、フランク・アームストロングのミシシッピ旅団、ダニエル・W・アダムズ将軍の州予備隊で構成されていた。これに砦守備を「志願」したセルマ市民が加わった。これら全てを合わせても4,000名足らずであり、その半分が防御に当たれるだけだった。セルマの要塞は2万名で守るように建造されていた。フォレストの部下は胸壁の上に互いに10ないし12フィート (3 - 3.6 m) 離れて立つしか無かった。
ウィルソンの部隊は午後2時にセルマ要塞の前面に到着した。ウィルソンはイーライ・ロングの師団をサマーフィールド道路の向こうに配置し、シカゴ・ボード・オブ・トレード・バッテリーを支援に置いた。エモリー・アプトン将軍の師団はレンジライン道路の向こうに配し、第4アメリカ砲兵隊第1大隊に支援させた。ウィルソンの部隊は総勢で9,000名が攻撃に使えた。
北軍の作戦は、暗くなった後でアプトンが300名を派遣した南軍右翼の湿地を渡り、胸壁内に入り、側面攻撃から胸壁の線にそって中央に移動するというものだった。アプトン隊の大砲からの発砲で、北軍全軍による攻撃開始の合図になる予定だった。
午後5時、イーライ・ロングの後方にあった輜重隊が、フォレストの分散していた部隊でセルマに向かっていた前衛に攻撃された。ロングもアプトンもその後衛にはその様な動きに備えてかなりの人員を配置していた。しかしロングは後方からの敵の攻撃を無効化するために、セルマ要塞への攻撃開始を決断した。
ロングの部隊は3つの戦列を1列になって攻撃した。馬を下り、スペンサー・カービン銃を発砲し、自部隊の大砲に支えられた。南軍は小火器と大砲で激しく反撃した。南軍の砲兵は手元に中実の弾しか無かったが、すぐ近くの武器庫では対人用弾丸として効果的な弾筒を数多く製造していた。

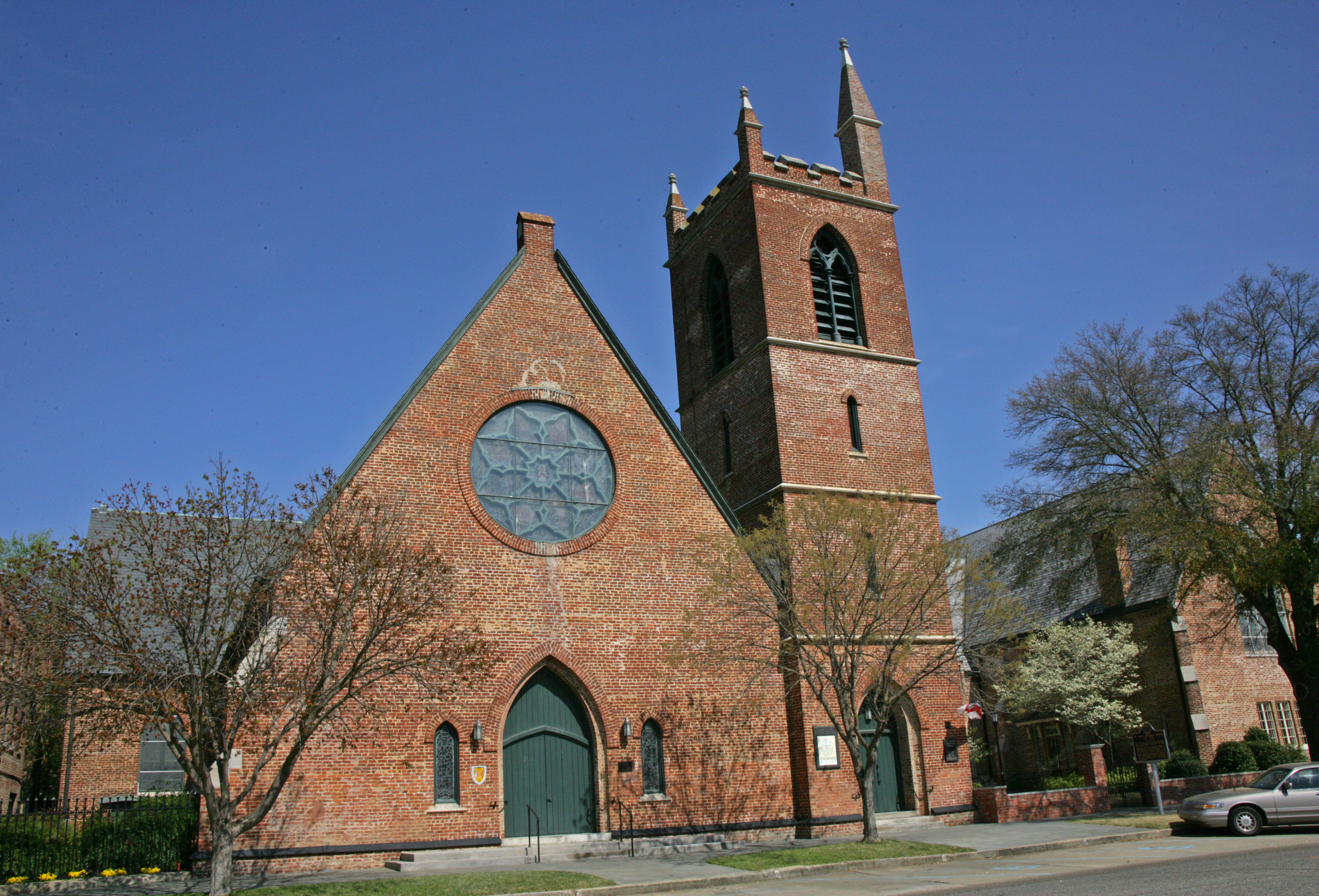
セントポールズ・エピスコパル教会、セルマの戦い後に焼けたが、1871年に再建された

北軍はロング将軍を含め多くの損失を出したが、攻撃を続けた。北軍が胸壁に達すると凶暴な白兵戦になった。多くの兵士が棍棒がわりに使われたマスケット銃で殴り落とされたが、胸壁の中になだれ込み続けた。30分足らずの間にロング隊はサマーフィールド道路を守っていた胸壁を占領した。
一方アプトン将軍はロング隊の成功を見て、その師団に前進を命令した。防御部隊を圧倒し、間もなくアメリカ国旗がレンジライン道路からサマーフィールド道路へ続く胸壁の上で振られているのが見られた。
外壁が落ちた後、ウィルソン将軍はアメリカ第4騎兵連隊を率いて、レンジライン道路を馬で突撃し、まだ未完成だった内側の壁に向かった。後退していた南軍兵が内壁に達して、突撃してくる部隊に破壊的な一斉射撃を浴びせた。これで突撃が止まり、ウィルソン将軍のお気に入りの馬が負傷して、ウィルソンは地面に投げ出された。ウィルソンは直ぐに傷ついた馬に跨り、数個連隊による下馬しての攻撃を命じた。
南軍の混合部隊がセルマの鉄道駅と、路床に隣接する堤を占領して、プランターズビル道路（現在のブロード通り）の側で抵抗していた。ここでの戦闘は激しいものになったが、午後7時までに勢力に勝る北軍が南軍の側面を衝くことができた。南軍はこの駅と内壁を放棄した。
暗闇の中で、北軍は数百人の南軍兵を捕虜にしたが、フォレスト、アームストロング、ロディの各将軍を含め数百人はバーンズビル道路を逃亡した。その西では、多くの南軍兵が追跡する北軍と戦いながら、バレー・クリークの東岸まで後退した。彼等はバレー・クリークがアラバマ川に合流する地点近くで暗闇の中を泳いで川を渡り、逃亡した。今日この場所でセルマの戦いの再現が行われている。
北軍はその夜市内を略奪し、多くの企業や民家を焼いた。翌週は武器庫や海軍製鉄所を破壊するために使われた。北軍はセルマからモンゴメリーに向かい、さらにジョージア州コロンバスやメイコンに向かったところで終戦を迎えた。

### 公民権運動

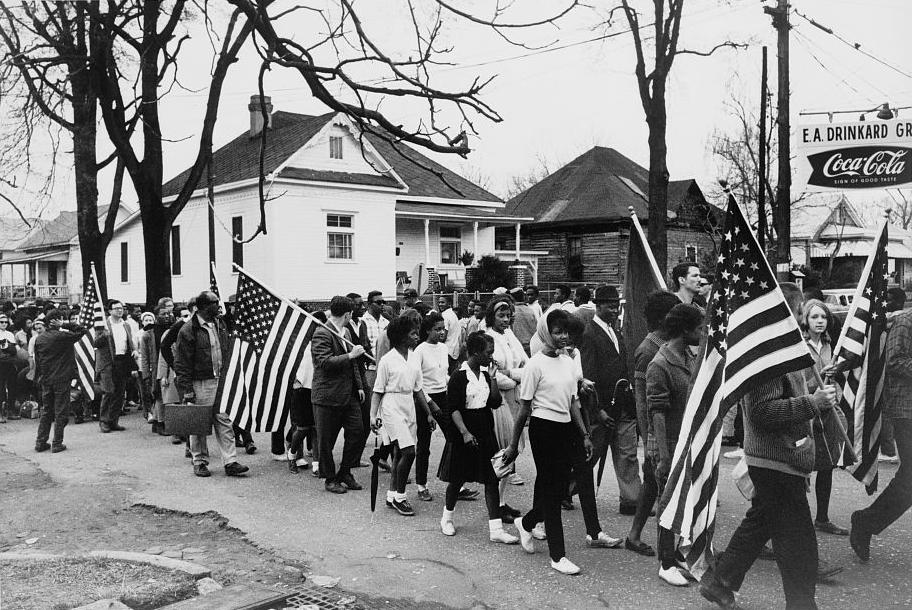
セルマからモンゴメリーへの行進、1965年

レコンストラクション時代の後で南部の他州と同様にアラバマ州でも民主党が政治的権力を取り戻し、公共施設での人種差別を行うジム・クロウ法など、白人至上主義の手段を強制した。20世紀への変わり目には新しい憲法を成立させ、人頭税や識字能力試験など選挙に関する規定を設けて、大半の黒人と多くの貧乏白人から事実上選挙権を取り上げた。これらの人々は政府に代表を送れず、陪審員になることなど市民としての権利を剥奪された。第二次世界大戦後は、法的な異議申し立てや民間人の活動を通じて、黒人はその市民として憲法で保障された権利を行使するために、次第に活動的になっていった。
セルマ市では1960年代に入っても典型的な人種差別施設を維持し、映画館など新しい施設にも拡大していた。「白人のみ」のランチカウンターで食事を摂ろうとしたり、映画館の「白人」セクションの下に座ろうとした黒人は、殴られ逮捕された。市民の半数以上が黒人だったが、規制の強い選挙権法や慣習のために、その1%しか有権者登録できていなかった。このために陪審員にもなれなければ、公的な役職に就く事もできなかった。黒人は識字能力試験によって有権者登録を阻まれ、白人市民委員会やクー・クラックス・クランによる組織だった経済的報復に怯え、警官には抑圧されるという従属的な行動を強いられるやり方で管理されていた。例えば有権者登録を抑制するために、登録委員会は月に2日しか開かず、委員は遅れて来たり、昼食の時間を長く取っていた。
1963年初期、学生非暴力協調委員会のバーナード・ラファイエットとコリア・ラファイエットが公民権運動の指導者、サム・ボイントン、アメリカ・ボイントン、ブルース・ボイントンと共にセイラムでの組織作りを始めた。タバナクル・バプテスト教会のL・L・アンダーソン牧師、J・L・チェスナット（セルマ初の黒人弁護士）、南部キリスト教徒指導者会議市民学校の教師マリー・フォスター、公立学校の教師マリー・ムーア、およびダラス郡有権者同盟の活動家が参加した。
1963年に起きた前向きの出来事は、セルマ市のダラス郡公共図書館が、パトリシア・スウィフト・ブラロックの指導の下に人種統合されたことだった。

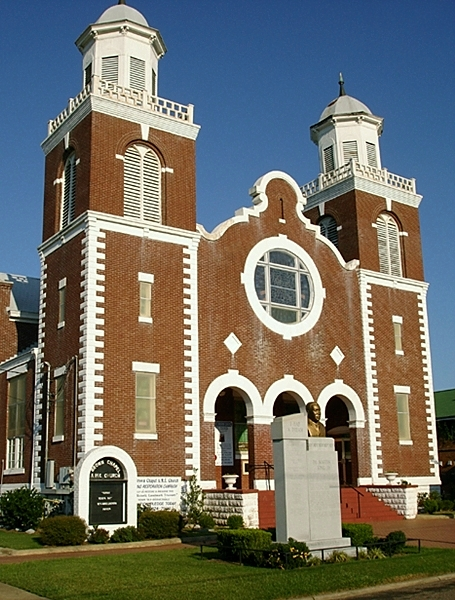
ブラウン・チャペル・A.M.E.教会、1965年のセルマからモンゴメリーへの行進出発点、アメリカ合衆国国定歴史建造物に指定

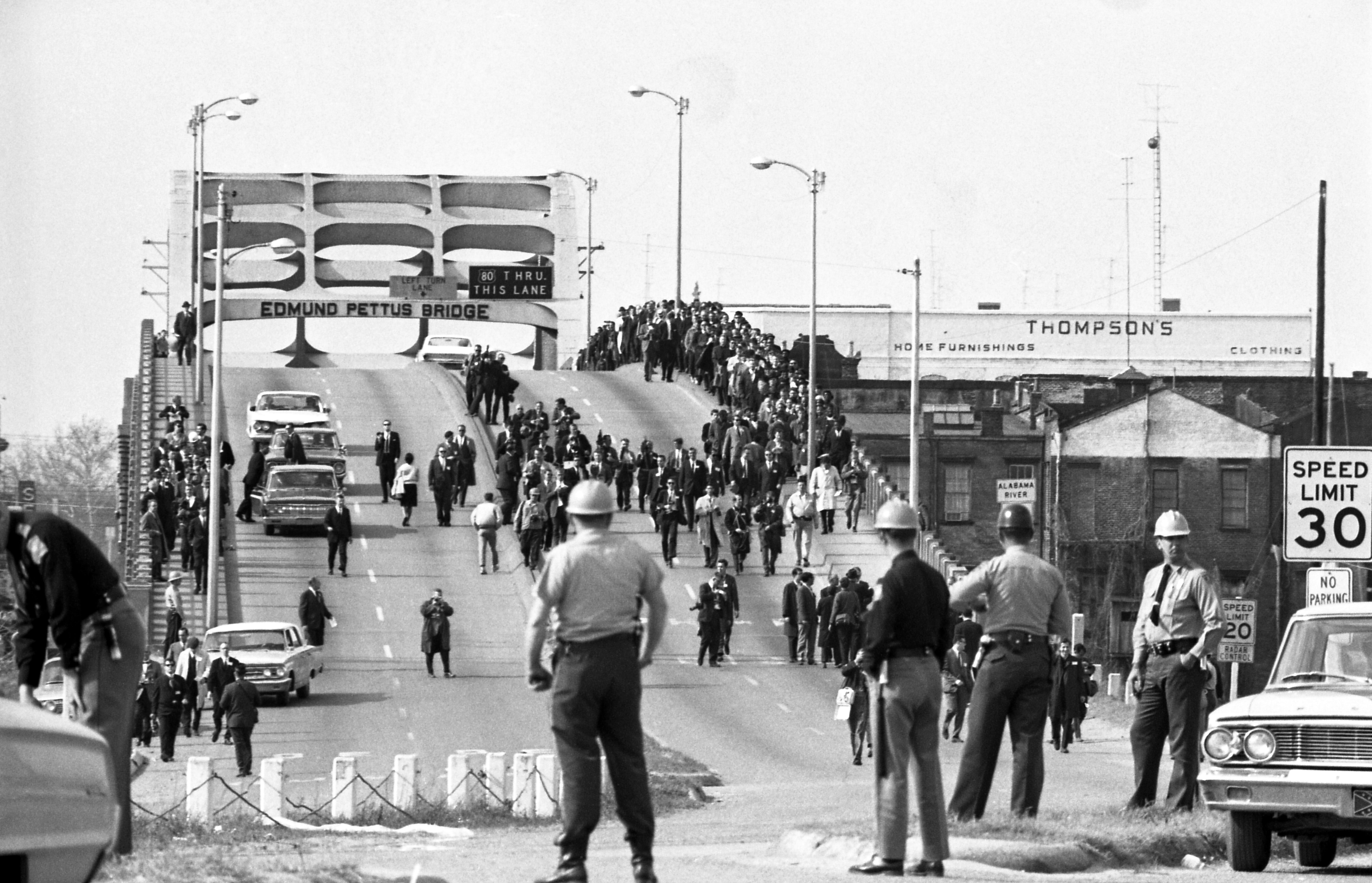
「血の日曜日」となった1965年3月7日、エドマンド・ペッタス橋でデモ隊を待つ警官達

ダラス郡保安官ジム・クラークとそのボランティア民警団から激しい抵抗があったが、黒人達は有権者登録と人種統合のための活動を続け、1963年から1964年初めにかけて拡大していった。脅しや経済的報復、逮捕、発砲、殴打などがあったにも拘わらず、黒人の有権者登録を試みる者の数が増え続けたが、それが成功した例は少なかった。1964年夏、ジェイムズ・ヘア地方判事の名で全面的な禁止令が発行された。これは学生非暴力協調委員会、南部キリスト教徒指導者会議、ダラス郡有権者同盟などの後援で3人以上の集会を禁止し、名指しされた41人の公民権運動活動家の関与を禁じるものだった。この禁止令で暫くは公民権運動が停止されたが、1965年1月2日、マーティン・ルーサー・キング・ジュニア牧師がブラウン・チャペルで演説したことで、それを否定した。
1965年1月からは南部キリスト教徒指導者会議と学生非暴力協調委員会が選挙権獲得運動を再開し、アラバマ州特にセルマ市における体系的な黒人の選挙権否定に対して全国的な注目を集めるように図られた。数多い黒人が有権者登録を試み、3,000人以上が逮捕され、警官による暴力、経済的報復が続いた後、南部キリスト教徒指導者会議の直接行動指導者ジェイムズ・ベベルが発案し組織化したセルマからモンゴメリーへの行進に高まっていった。これは近代公民権運動の政治的および感情的高潮期の1つだった。
1965年3月7日、約600人の公民権運動活動家がアメリカ国道80号線でセルマを出発し、東の州都モンゴメリーに向かった。彼等が僅か6ブロック先のエドマンド・ペッタス橋に達したとき、州軍と地元保安官部の者達が、催涙ガスや警棒を使って攻撃を始め、彼等をセルマに追い返した。この攻撃があったことで、この日は「血の日曜日事件」と呼ばれるようになった。
その2日後の3月9日、マーティン・ルーサー・キング・ジュニア牧師が、この橋を通る象徴的な行進を率いた。キングなど公民権運動指導者は、この3回目の大規模なセルマからモンゴメリーへの行進に裁判所からの保護を得ようとした。地域を管轄する連邦地区裁判所判事フランク・ミニス・ジョンソン・ジュニアは次のように語ってデモ隊に有利な判断をした。
不満の是正のためにその政府に請願を行う権利を大集団で行使することができるのは法に明らかである。...またこの権利は公道のうえであっても行進によって行使できる—ランク・ミニス・ジョンソン
3月21日日曜日、約3,200人がモンゴメリーに向かって出発した。彼等は1日に12マイル (19 km) を歩き、夜は近くの野原で眠った。4日後の3月25日、モンゴメリー市に到着するまでに、その数は約25,000人にまで膨れあがっていた。
セルマでの出来事は公民権運動に対する世論の支持を増し、同年、アメリカ合衆国議会は1965年選挙権法を成立させた。この法では、特定の人々、歴史的な少数者に対する差別を示すような代表者数の偏りがあれば、州あるいは政治区分における全市民への投票権を連邦政府が監督し強制できることとしていた。

## 地理
セルマ市は北緯32度24分26秒 西経87度1分16秒 / 北緯32.40722度 西経87.02111度,に位置し、モンゴメリー市の西にある
アメリカ合衆国国勢調査局に拠れば、市域全面積は14.4平方マイル (37 km2)であり、このうち陸地13.9平方マイル (36 km2)、水域は0.6平方マイル (1.6 km2)で水域率は4.1%である。

## 人口動態
以下は2000年の国勢調査による人口統計データである。（　）内は2010年データを示す。
| 基礎データ - 人口: 20,512 人 (20,756人) - 世帯数: 8,196 世帯 - 家族数: 5,343 家族 - 人口密度: 571人/km2（1479.6人/mi2） - 住居数: 9,264 軒 - 住居密度: 258軒/km2（668軒/mi2） 人種別人口構成 - 白人: 28.77% (18.0%) - アフリカン・アメリカン: 69.68% (80.3%) - ネイティブ・アメリカン: 0.10% (0.2%) - アジア人: 0.56% (0.6%) - 太平洋諸島系: 0.01% - その他の人種: 0.22% (0.1%) - 混血: 0.66% (0.8%) - ヒスパニック・ラテン系: (0.6%) | 年齢別人口構成 - 18歳未満: 27.3% - 18-24歳: 9.7% - 25-44歳: 24.9% - 45-64歳: 21.8% - 65歳以上: 16.3% - 年齢の中央値: 36歳 - 性比（女性100人あたり男性の人口） - 総人口: 78.2 - 18歳以上: 72.0 世帯と家族（対世帯数） - 18歳未満の子供がいる: 30.3% - 結婚・同居している夫婦: 34.2% - 未婚・離婚・死別女性が世帯主: 27.2% - 非家族世帯: 34.8% - 単身世帯: 32.6% - 65歳以上の老人1人暮らし: 14.6% - 平均構成人数 - 世帯: 2.44人 - 家族: 3.10人 | 収入と家計 - 収入の中央値 - 世帯: 21,261米ドル - 家族: 28,345米ドル - 性別 - 男性: 29,769米ドル - 女性: 18,129米ドル - 人口1人あたり収入: 13,369米ドル - 貧困線以下 - 対人口: 31.7% - 対家族数: 26.9% - 18歳未満: 41.8% - 65歳以上: 28.0% |

## 経済
セルマ市にある企業としては、インターナショナル・ペーパー、ブッシュ・ホッグ（農業機械）、メドウクラフト、アメリカン・アパレル、ピアレス・ポンプ社（ラブーア）がある。
市内の大きなショッピングセンターとしてセルマ・モールがある。

## 文化

### 芸術

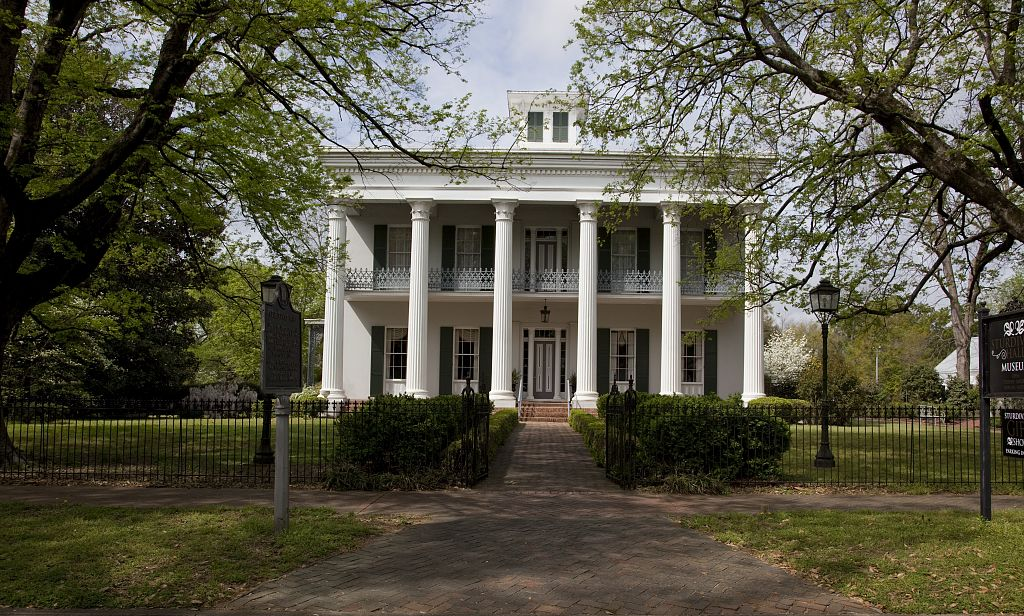
スターディバント・ホール、1856年完工、現在は歴史博物館

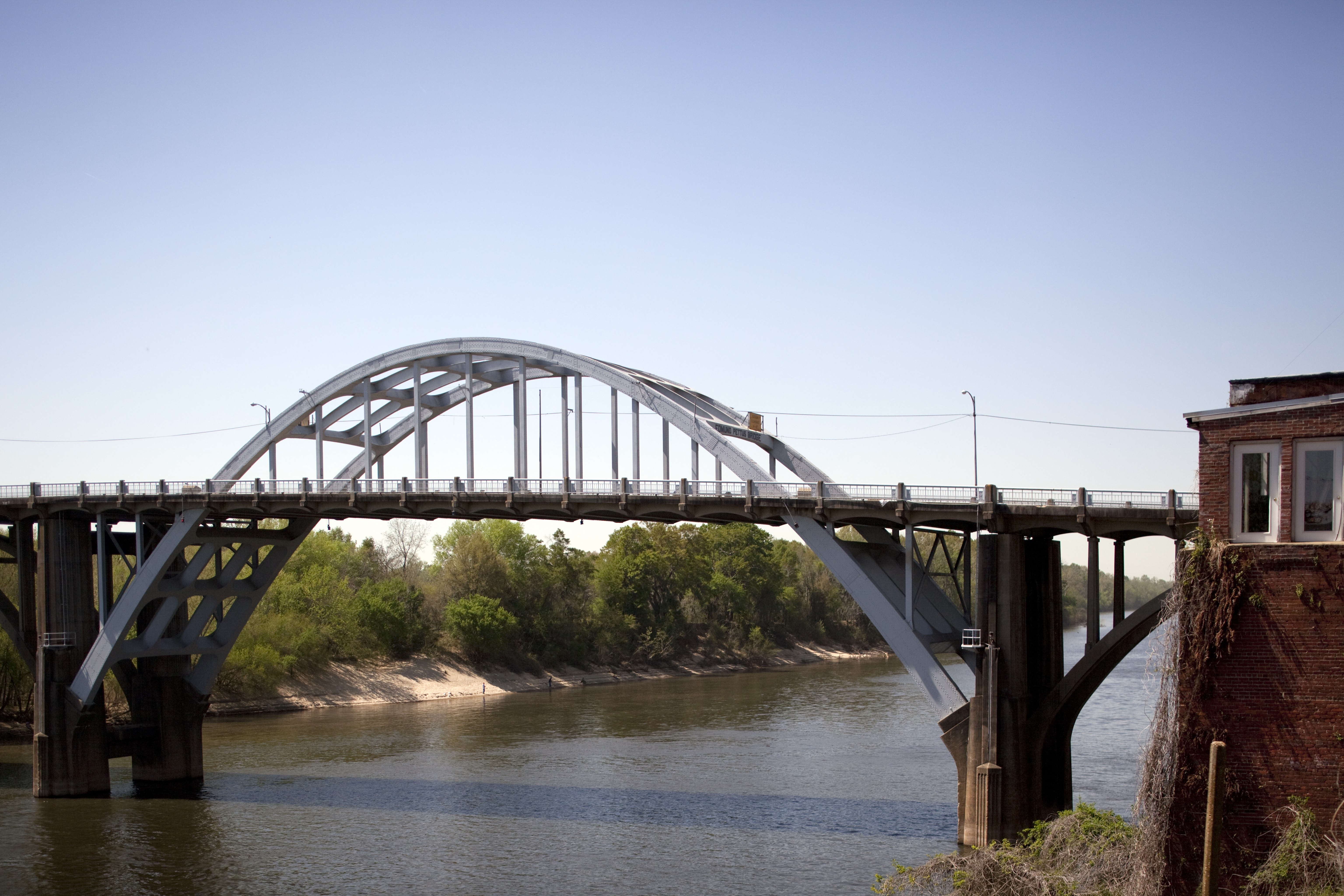
アラバマ川に架かるエドマンド・ペッタス橋、公民権運動の時代に「血の日曜日」などの事件が起こった

ミラズ・エイボン・ファン・クラブハウス、パフォーミングアーツ・センター、セルマ・アート・ギルド・ギャラリーで軍歌的な行事が開催されている。

### 博物館など
市内の博物館としては、スターディバント・ホール、全国投票権博物館、ヒストリック・ウォーター・アベニュー、マーティン・ルーサー・キング・ジュニア通り歴史ウォーキングツアー、旧駅博物館、ボーン・スミサーマン博物館、ヘリテージ・ビレッジがある。
セルマ市には州内最大の連続した歴史地区があり、1,250以上の建造物がある。見どころとしてはオールドタウン歴史地区、オールド・ライブオーク墓地、ポール・M・グリスト州立公園、オールド・カハバ考古学公園がある。
オールド・ライブオーク墓地には南軍の将軍であり、かつ後にクー・クラックス・クランのグランド・ウィザードだったネイサン・ベッドフォード・フォレストの記念碑があり、議論の多い対象になってもいる.。2012年8月、いたずらに耐えるより大きな記念碑を建てる計画が発表された。

## 市政府
セルマ市政府は1人の市長と9人の委員による市政委員会で構成されている。

## 交通

### 空港
- クレイグ飛行場 (SEM)、セルマ市中心事業地区から南東に4海里 (4.6 マイル、7.4 km) にある
- スカイハーバー空港 (S63)、セルマ市中心事業地区から南西に5海里 (5.8 マイル、9.3 km) にある

## 教育

### 高等教育機関
セルマ市にある高等教育機関としては、コンコーディア・カレッジ・アラバマ、セルマ大学、ジョージ・コーリー・ウォレス州立コミュニティカレッジがある。

### 公共教育学区
セルマ市教育学区が市内の公立学校を運営している。公立高校はセルマ高校とセルマ・アーリーカレッジ高校である。中学校はセルマ・ミドルCHATアカデミーとスクール・オブ・ディスカバリーである。小学校は8校ある。

### 私立学校
幼稚園生から12年生を教える私立学校としては、ジョン・T・モーガン・アカデミー、メドウビュー・クリスチャン学校、エルウッド・クリスチャン・アカデミーの3校がある。

### 図書館

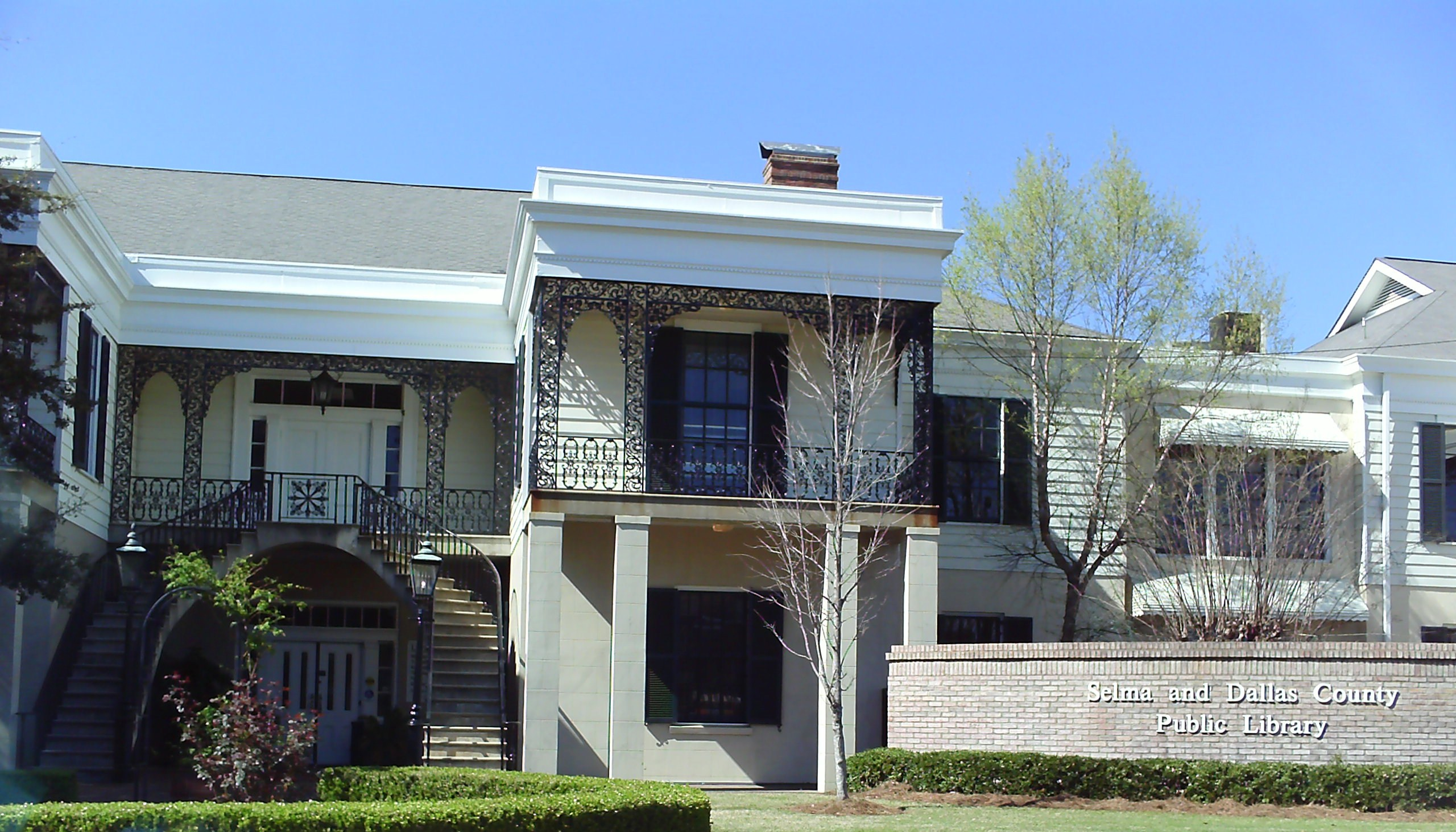
セルマ・ダラス郡公共図書館

セルマ・ダラス郡公共図書館は1904年にカーネギー図書館として設立され、市の公共図書館になっている。床面積は25,000平方フィート (2,300 m2) あり、市の中心街にある。蔵書数は76,751 冊である。

## メディア
セルマ市はモンゴメリー・セルマ・テレビ市場に入っている。チャーター・コミュニケーションズがケーブルテレビを運営している。ディレクTVとディッシュ・ネットワークが地方および全国ネットの放送を衛星放送で流している。
ラジオはFM局が6局、AM局が2局ある。
日刊紙としては「セルマ・タイムズ・ジャーナル」が発行されている。

## 著名な出身者
- エドガー・ケイシー - 予言者、心霊診断家
- ミア・ハム - 女子プロサッカー選手
- ウィリアム・J・ハーディ - 南軍の将軍（中将）、『ハーディの戦術』を著し、北軍、南軍双方に利用された
- ウィリアム・R・キング - アメリカ合衆国副大統領、上院議員、駐フランス大使
- ジェフ・セッションズ - 第84代アメリカ合衆国司法長官、元アメリカ合衆国上院議員

## スポーツ
市内のブロック・パークはサウスイースタンリーグ・オブ・プロフェッショナル・ベースボールのセルマ・クロバーリーフスが本拠地にしている。

## 大衆文化の中で
- ディズニーのテレビ映画 Selma, Lord, Selma でその歴史的意義が放映された[19]
- 映画The Heart Is a Lonely Hunterはセルマで撮影された
- 1994年の映画『ブルースカイ』は、市の外れにある元空軍基地クレイグ飛行場で撮影された
- 歌手P・F・スローンの歌 "明日なき世界" ではセルマのことが歌われている